# Ünlüce, Tut
Ünlüce là một xã thuộc huyện Tut, tỉnh Adıyaman, Thổ Nhĩ Kỳ. Dân số thời điểm năm 2011 là 156 người.